# Leipziger Platz
De Leipziger Platz is een achthoekig plein in het centrum van Berlijn (stadsdeel Mitte). Het ligt ten oosten van de Leipziger Straße vlak bij de Potsdamer Platz. Het bekende Wertheim-warenhuis stond aan dit plein.
"Das Oktogon" (achthoek) werd samen met de vierhoekige Pariser Platz (ook: Quareé) en kruisvormige Belle-Alliance-Platz (ook: Rondell, sinds 1947 Mehringplatz) tussen 1732 en 1738 aangelegd naar ontwerp van Philipp Gerlach en in de loop der tijd steeds meer voorzien van statige woonhuizen, ministeries en zakengebouwen. Alle drie pleinen werden in 1814/1815 vernoemd naar slagen tegen Napoleon; de Leipziger Platz kreeg in 1814 zijn naam ter nagedachtenis aan de Volkerenslag bij Leipzig; dat de al langer bestaande Leipziger Straße erop uitkwam was een mooie bijkomstigheid.
Door de bombardementen in de Tweede Wereldoorlog werd alle bebouwing van het plein zwaar getroffen en in de jaren na de oorlog werden alle ruïnes verwijderd. Omdat de Berlijnse Muur in de onmiddellijke nabijheid werd gebouwd, bleef de Leipziger Platz braakliggen. Na de Wende ontstond er meteen nieuwe activiteit: in de oude kluizen van het Wertheim-warenhuis werd de underground techno-nachtclub Tresor gevestigd; deze werd in 2005 gesloten. Ondertussen verrezen verschillende nieuwe gebouwen aan het plein, dat zijn oude achthoekige vorm behield. Thans is er onder meer de Canadese ambassade gevestigd.